# Nina Agdalová
Nina Agdalová (* 26. března 1992 Hillerød) je dánská modelka. Pracuje pro agenturu Elite Model Management, pózovala pro značky oděvů Victoria's Secret a Billabong. V roce 2012 se objevila na obálce časopisu Sports Illustrated, který v roce 2014 zveřejnil k padesátému výročí svého vzniku další kolekci snímků, které nafotila spolu s kolegyněmi Chrissy Teigenovou a Lily Aldridgeovou. Objevila se na seznamu stovky nejatraktivnějších celebrit sestaveném roku 2014 časopisem Maxim. Hrála také menší role ve filmech Don Jon (2013) a Vincentův svět (2015).